# 吉良正人
吉良 正人（きら まさひと、1943年〈昭和18年〉9月9日 - ）は、日本の地方公務員。高知県教育長、同副知事、高知学園理事長などを歴任。瑞宝小綬章受章。

## 人物・経歴
1966年4月 高知県庁に入庁。商工政策課長、1995年 (平成7年) 4月 商工労働部副部長、1996年4月 山口勝己の後任として高知県教育委員会教育長、2000年4月 高知県副知事に就任。2001年7月 財団法人高知県広報センターを解散。同月 副知事辞職、県庁を退職。2002年3月 学校法人高知学園理事・学園本部長、2004年8月 同専務理事・学園本部長、2014年8月 同理事長。

## 不祥事
2001年10月、1995年の商工政策課長時代に県が縫製業の協業組合「モード・アバンセ」に融資した約四億九千万円について、同組合の代表理事・安原繁らにだまし取られることを知りながら吉良が決裁したとして、高知市の男性から告発された。高知地方検察庁は同年12月不起訴処分としたが、2002年3月 高知検察審査会は不起訴不当を議決した。

## 栄典
- 2014年11月 秋の叙勲で地方自治功労により瑞宝小綬章受章[5]